# Piedad Bonnett

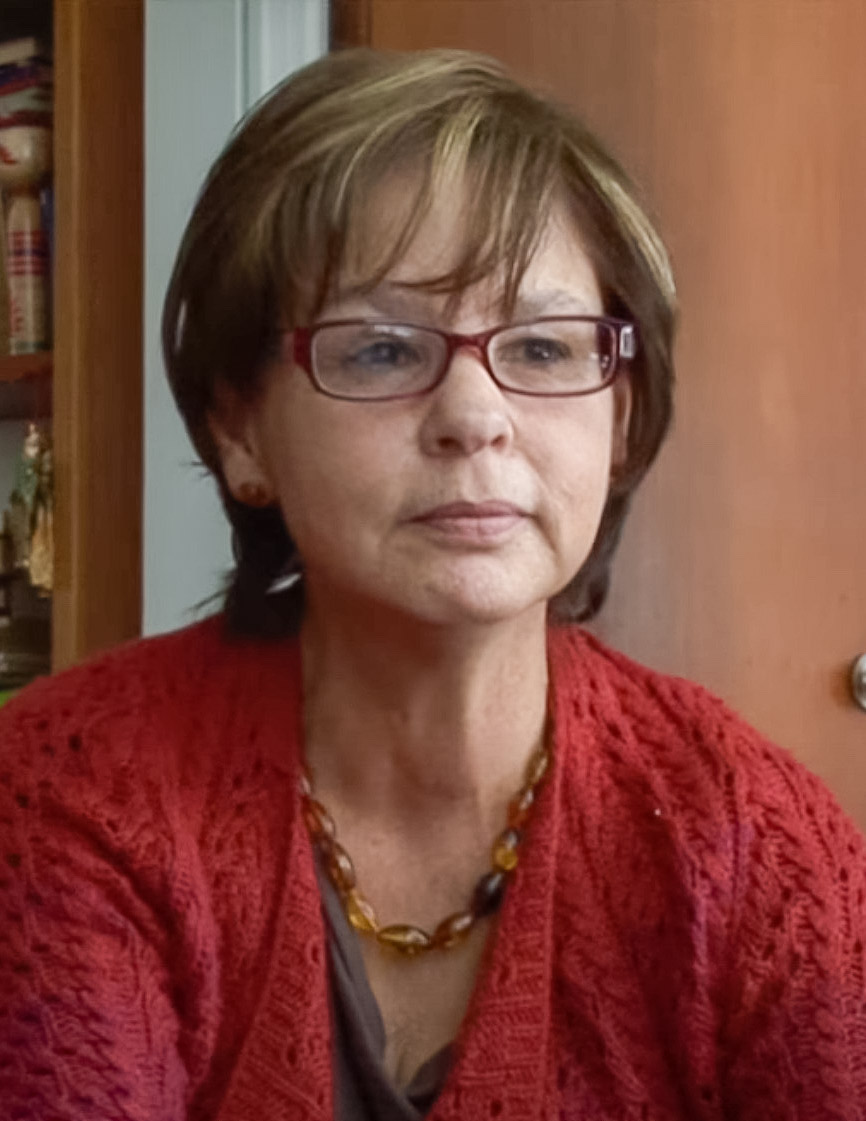
Piedad Bonnett

Piedad Bonnett (* 1951 in Amalfi, Antioquia) ist eine kolumbianische Autorin.

## Leben
1960 zog Bonnett nach Bogotá, wo sie an der Universidad de los Andes studierte und den Magistertitel in Philosophie erwarb. Ihre Dissertation schrieb sie 1974 zur Arbeit von Alejo Carpentier. Seit 1981 ist sie Professorin an der Universidad de los Andes.
Als Lyrikerin ist sie vor allem für ihre Arbeiten zum Lebensalltag in Kolumbien bekannt.

## Bibliographie
- Historia y tiempo en Alejo Carpentier, 1974
- De Círculo y Ceniza, 1989
- Gato por liebre, teatro 1991
- Nadie en casa, 1994
- El hilo de los días, 1995
- Ese animal triste, 1996
- Que muerde el aire afuera, 1997
- Se arrienda pieza, Theater
- Sanseacabó, Theater
- No es más que la vida (Anthologie), 1998
- Todos los amantes son guerreros, 1998
- Después de todo, 2001
- Imaginación y oficio, 2003
- Para otros es el cielo, 2004
- Siempre fue invierno, 2007
- Los privilegios del olvido, 2008
- Las herencias, 2008
- Las tretas del débil, 2008
- Explicaciones no pedidas, 2011
- El prestigio de la belleza, 2010
- Lo que no tiene nombre, 2013
- Algún día nos iremos, 2013
- Los habitados, Visor, 2017
- Donde nadie me espere, Alfaguara, 2018

## Ehrungen und Preise
- Premio Nacional de Poesía, Instituto Colombiano de Cultura, 1994